# جورج لورد
جورج لورد (بالإنجليزية: George Lord)‏ هو سياسي أسترالي، ولد في 15 أغسطس 1818 بسيدني في أستراليا، وتوفي في 9 مايو 1880 في نفس البلد. انتخب عضو الجمعية التشريعية نيو ساوث ويلز وانتخب عضو المجلس التشريعي نيو ساوث ويلز.